# Leo Abse
Leopold Abse (22 de abril de 1917, Cardiff, País de Gales – 19 de agosto de 2008, Londres, Inglaterra) foi um advogado galês, e ativistas dos direitos LGBT no Reino Unido. Ele foi um parlamentar do Partido Trabalhista do País de Gales por quase trinta anos e ficou conhecido por promover diversas leis que descriminalizassem a homossexualidade e legalizasse o divórcio. Após sua aposentadoria, ele escreveu vários livros com base em suas experiências com a psicanálise.